# Claude Le Roy
Claude Le Roy (* 6. února 1948 Bois-Normand-près-Lyre) je bývalý francouzský fotbalista a později trenér.
V roce 1988 dovedl Kamerun k vítězství v Africkém poháru národů.

## Hráčská kariéra
- AC Evreux 1966–1968 (mládežnické týmy)
- FC Rouen 1968–1970
- AC Ajaccio 1972–1973
- Avenir Club Avignonnais 1973–1977
- Stade Lavallois 1977–1980
- Amiens SC 1980–1981

## Trenérská kariéra
- Amiens SC 1980–1983
- Grenoble 1983–1985
- Al Shabab 1985
- Kamerun 1985–1988
- Senegal 1989–1992
- Malajsie 1994–1995
- Kamerun 1998
- RC Strasbourg 1999–2000
- Shangai Cosco 2002–2003
- Cambridge United FC 2004
- DR Kongo 2004–2006
- Ghana 2006–2008
- Omán 2008–2011
- Sýrie 2011
- DR Kongo 2011–2013
- Konžská republika 2013–2015
- Togo 2016–2021

## Vyznamenání
- rytíř komandér Dobročinného řádu afrického osvobození – Libérie, 24. srpna 2018 – udělil prezident George Weah[2]